# پرچم اولستر
پرچم اولستر یک نماد تاریخی است که بر اساس نشان ملی اولستر ساخته شده‌است. این پرچم متعلق به ولایت اولستر، یکی از چهار استان سنتی ایرلند، است. در این بیرق یک صلیب سرخ روی زمینه‌ای طلایی و یک دست قرمز روی سپر سفید در مرکز تصویر وجود دارند.

## تاریخچه
پرچم اولستر هنگامی بوجود آمد که والتر دی بورگ در سال ۱۲۴۳ به مقام ارل رسید و نخستین ارل اولستر لقب گرفت. وی پیشگویی خانوادگی دی بورگ را که صلیبی سرخ روی زمینه‌ای زرد بود با نماد دست راست قرمز که یادگار سلطنت ایرلندی Ulaid بود، ادغام کرد.
گفته می‌شود که در جنگ صلیبی سوم دی بورگ‌ها هیچ نشانی از خود نداشتند، اما هوبرت دی بورگ با یک سپر طلایی رنگ به جنگ گرفت. در این نبرد، ریچارد شیر شیر، شاه انگلیس، با فروبردن انگشت خود در خون یک سارازن مقتول یک صلیب قرمز رنگ روی سپر هوبرت کشید و گفت «برای شجاعت شما، این نشان شما خواهد بود».
منشأ دست سرخ اولستر با رمز و راز روبرو است، یک افسانه مشهور می‌گوید که در رقابت برای سلطنت بر اولستر، اولین مردی که دست خود را بر روی استان گذاشت این ادعا را داشت. این امر باعث شد که یک مرد دست خود را خرد کند و آن را بر روی رفقای خود بیندازد.

## پرچم های مشابه
پرچم ایرلند شمالی.تفاوت آنها در این است که رنگ پس زمینه پرچم اولستر,زرد و رنگ پس زمینه پرچم ایرلند شمالی,سفید است.
پرونده:Flag of Northern Ireland (1953–1972).svg